# Donald Pleasence
Donald Henry Pleasence - parfois orthographié aux génériques en français Donald Pleasance - est un acteur britannique, né le 5 octobre 1919 à Worksop (Nottinghamshire) et mort le 2 février 1995 à Saint-Paul-de-Vence (Alpes-Maritimes).

## Biographie
Donald Pleasence naît en Angleterre le 5 octobre 1919, dans le comté de Nottinghamshire. Son grand-père est employé aux chemins de fer où il travaille aux rapports, son père, Thomas Stanley Pleasence, y est chef de gare, comme son frère, et sa mère, Alice, née Armitage, est femme au foyer. 
Adolescent, rêvant depuis l'enfance de devenir comédien, Donald réussit l'examen d'entrée à la Royal Academy of Dramatic Art. Mais, n'obtenant pas la bourse permettant de financer ses études, il doit renoncer à intégrer cette école. Pour subsister, il rejoint son père comme commis à la gare de Swinton (Yorkshire du Sud), mais ne renonce pas à son rêve. À partir de 1939, il va devenir assistant-régisseur au sein d'un théâtre de Jersey où il parvient, à vingt ans, à devenir comédien. C'est dans une adaptation du roman Les Hauts de Hurlevent qu'il débute au théâtre, remportant un franc succès, et trois ans plus tard monte sur les planches à Londres. 
En 1942, Pleasence joue dans La Nuit des rois de William Shakespeare, mais sa carrière est interrompue par la guerre. Lui qui est objecteur de conscience se ravise et rejoint la Royal Air Force. Lors d'une mission, son avion est abattu par la DCA au-dessus du territoire français et il est capturé, torturé et restera plusieurs mois détenu dans un camp de prisonniers. Libéré grâce à l'avance des forces alliées, il se remet de ses épreuves avant d'être rapatrié et regagne l'Angleterre en 1946.
De retour à la vie civile, pour oublier les sévices subis et les horreurs de la guerre, Donald Pleasence se jette à corps perdu dans son métier d'acteur. Il débute à Londres dans Les Frères Karamazov de Dostoïevski, une pièce mise en scène par Peter Brook. Puis il partage l'affiche avec Laurence Olivier et Vivien Leigh, à l'Old Vic Theatre, dans Antoine et Cléopâtre de Shakespeare et enchaîne en leur compagnie une tournée aux États-Unis. 
En 1952, Donald Pleasence se tourne vers le petit écran, car il est insatisfait de sa carrière théâtrale malgré son succès, et il participe aux premières émissions de la télévision britannique dans les dramatiques de la BBC. C'est au cinéma qu'il va révéler l'étendue de son incroyable talent, servi par un inquiétant profil et son visage glacé marqué d'un regard bleu intense. Devenu familier du grand public, il est décrit par la critique comme « l'homme au regard hypnotique ». Jusqu'au milieu des années 1950, il incarne des personnages plutôt sympathiques, mais petit à petit sa personnalité se dessine. Au cours de sa prolifique carrière, il jouera les fourbes, les infâmes, les psychopathes, avec un accent sinistre.
En 1963, il obtient son premier grand succès au cinéma pour un rôle de prisonnier dans La Grande Évasion avec Steve McQueen. Ce succès mondial lui ouvre une voie royale au cinéma où il multiplie les rôles dans des productions prestigieuses. Il a le rôle de Satan, l'ermite des ténèbres de La Plus Grande Histoire jamais contée de George Stevens, un film sorti en 1965, ou d'un traître en 1966 dans Le Voyage fantastique de Richard Fleischer. Face a Sean Connery en James Bond, il est le méchant balafré Blofeld dans On ne vit que deux fois de Lewis Gilbert en 1967, puis un général nazi dans La Nuit des généraux d'Anatole Litvak. Et en 1968, il est un prédicateur sadique dans Will Penny, le solitaire de Tom Gries, un western avec Charlton Heston. 
Mais sa réussite lui a donné l'habitude d'un certain train de vie qu'il va devoir entretenir en interprétant aussi des rôles alimentaires. S'il assume le fait de jouer pour de l'argent, ses choix ne sont pas toujours heureux. Et il apparaît dans quelques nanars où sa consternation pour ce qu'on lui fait jouer est perceptible.
En 1978, il a failli refuser le rôle du psychiatre Loomis dans la saga des Halloween, six films d'horreur dont l'opus initial La Nuit des masques signé John Carpenter. Et c'est un rôle qu'il a eu raison d'accepter, car il lui vaut d'être nommé pour un Saturn Award du meilleur acteur et va lui assurer une fin de carrière dorée. Aussi, pour John Carpenter, il incarne le Président des États-Unis dans New York 1997 avec Kurt Russell, film sorti en 1981, puis celui du prêtre Loomis enquêtant sur les agissements d'une secte maléfique dans Prince des ténèbres en 1986. 
Dans les années 1990, d'un âge avancé, il ralentit son activité. Il apparaît dans le dernier volet d'Halloween 6 sorti en 1995, reprenant une dernière fois son rôle du psychiatre chasseur de tueur, et dans le piteux thriller italien Fatal frames (it) de Al Festa. Donald Pleasence ne verra aucun des deux films, car il meurt le 2 février 1995 dans sa propriété de Saint-Paul-de-Vence, dans le sud de la France, à la suite de complications d'une opération à cœur ouvert.
Bien qu'interprète majoritairement de personnages monstrueux, Donald Pleasence a pu faire apparaître sa sensibilité en enregistrant des histoires pour enfants ayant pour label Atlas Record. Et il est aussi auteur d'un livre pour enfants intitulé Scouse the Mouse et paru en 1977, d'où est issu un album dont plus de la moitié des chansons sont interprétées par Ringo Starr, l'ex-batteur des Beatles.
Marié quatre fois, il est père de cinq filles nées de ses trois premiers mariages. De son union de 1941 à 1958 avec l'actrice Miriam Raymond, sa première épouse, sont nées Angela et Jean. De son union avec la seconde de 1959 à 1970, Joséphine Crombie, chanteuse et actrice, sont nées Lucy et Polly. Et de son union de 1970 à 1988 avec la troisième, l'actrice Meira Shore, est née Miranda. En 1989, il épouse en quatrièmes noces Linda Kentwood et ils resteront unis jusqu'au décès de l'acteur, le 2 février 1995, à l'âge de 75 ans.

### Carrière
Il est surtout connu pour avoir joué le rôle du « faussaire » dans La Grande Évasion en 1963 et du Dr Samuel Loomis poursuivant Michael Myers dans cinq films de la série de films d'horreur Halloween créée par John Carpenter en 1978.
Il incarna aussi le mari du personnage joué par Françoise Dorléac dans Cul-de-sac de Roman Polanski (1966), une de ses interprétations les plus acclamées, ainsi que Blofeld, l'implacable ennemi de James Bond, dans On ne vit que deux fois (1967).
Au théâtre, il créa en 1960 le rôle de Davies dans la pièce du prix Nobel Harold Pinter, Le Gardien (The Caretaker).

### Mort
Il meurt le 2 février 1995 à Saint-Paul-de-Vence (Alpes-Maritimes), d'une insuffisance cardiaque à la suite d'une opération à cœur ouvert. Il est incinéré au crématorium de Putney Vale, et ses cendres sont remises à la famille.

## Filmographie

### Cinéma
- 1954 : Le Vagabond des îles (The Beachcomber) de Muriel Box : Tromp
- 1954 : Orders Are Orders de David Paltenghi (en) : Cpl. Martin
- 1955 : Fièvre blonde (Value for money) de Ken Annakin : Limpy
- 1956 : 1984 de Michael Anderson : R. Parsons
- 1956 : Le Secret des tentes noires (The Black Tent) de Brian Desmond Hurst : Ali
- 1957 : Flammes dans le ciel (The Man in the Sky) de Charles Crichton : Crabtree
- 1957 : Manuela (Stowaway Girl) de Guy Hamilton : Evans
- 1957 : Il était un petit navire (Barnacle Bill) de Charles Frend : Cashier
- 1958 : Chef de réseau (The Two-headed spy) de André de Toth : général Hardt
- 1958 : Les Corps sauvages (Look Back in Anger) de Tony Richardson : Hurst
- 1958 : Sous la terreur (A Tale of Two Cities) de Ralph Thomas : John Barsad
- 1958 : Cœur de gosse (en) (Heart of a Child) de Clive Donner : Spiel
- 1958 : Le vent ne sait pas lire (The Wind cannot read) de Ralph Thomas : Docteur
- 1958 : Signes particuliers : néant (The Man inside) de John Gilling : Organ-grinder
- 1959 : La Bataille des sexes (The Battle of the sexes) de Charles Crichton : Irwin Hoffman
- 1959 : Les Aventuriers du Kilimandjaro (Killers of Kilimanjaro) de Richard Thorpe : Capitaine
- 1960 : Une histoire de David (en) (A Story of David) de Robert McNaught : Nabal
- 1960 : Chantage à Soho (en) (The Shakedown) de John Lemont (en) : Jessel Brown
- 1960 : L'Impasse aux violences (The Flesh and the Friends) de John Gilling : William Hare
- 1960 : Un homme pour le bagne (Hell is a City) de Val Guest : Gus Hawkins
- 1960 : Le Cirque des horreurs (Circus of horrors) de Sidney Hayers : Vanet
- 1960 : Amants et Fils (Sons and Lovers) de Jack Cardiff : M. Puppleworth
- 1960 : The Big Day (en) de Peter Graham Scott : Victor Partridge
- 1960 : Suspect (en) de Roy Boulting : Parsons alias Bill Brown
- 1960 : Les Mains d'Orlac (The Hands of Orlac) de Edmond T. Gréville : Graham Coates
- 1961 : Pas d'amour pour Johnny (No Love for Johnnie) de Ralph Thomas : Roger Renfrew
- 1961 : The Wind of Change (en) de Vernon Sewell : Pop
- 1961 : Spare the Rod (en) de Leslie Norman : M. Jenkins
- 1962 : Dr. Crippen (en) de Robert Lynn (en) : Dr Hawley Harvey Crippen
- 1962 : L'Inspecteur (Lisa) de Philip Dunne : Le sergent Wolters
- 1963 : La Grande Évasion (The Great escape) de John Sturges : Colin Blythe « le faussaire »
- 1963 : Le Gardien (The Caretaker) de Clive Donner : Mac Davies/Bernard Jenkins
- 1965 : La Plus Grande Histoire jamais contée (The Greatest Story Ever Told) de George Stevens : Hermite - Satan
- 1965 : Sur la piste de la grande caravane (The Hallelujah Trail) de John Sturges : Oracle Jones
- 1966 : Le Voyage fantastique (Fantastic Voyage) de Richard Fleischer : Dr Michaels
- 1966 : Cul-de-sac de Roman Polanski : George
- 1967 : Le Mystère des treize (Eye of the Devil) de Jack Lee Thompson : Le Père Dominique
- 1967 : La Nuit des généraux (The Night of the Generals) de Anatole Litvak : major général Kahlenberge
- 1967 : On ne vit que deux fois (You Only Live Twice) de Lewis Gilbert : Ernst Stavro Blofeld
- 1967 : Mission T.S. (Matchless) de Alberto Lattuada : Gregori Andreanu
- 1968 : Will Penny, le solitaire (Will Penny) de Tom Gries : Preacher Quint
- 1968 : Creature of Comfort de Graham Driscoll : James Thorne
- 1968 : The Other People (en) de David Hart (en) : Clive, le père d'Elsa
- 1969 : La Folle de Chaillot (The Madwoman of Chaillot) de Bryan Forbes : Le Prospecteur
- 1969 : Arthur! Arthur! (en) de Samuel Gallu (en) : Arthur Brownjohn/Sir Easonby 'E' Mellon
- 1969 : Mister Freedom de William Klein : Dr Freedom
- 1970 : Soldat bleu (Soldier blue) de Ralph Nelson : Isaac Q. Cumber
- 1971 : Kidnapped de Delbert Mann : Ebenezer Balfour
- 1971 : Réveil dans la terreur (Wake in fright) de Ted Kotcheff : 'Doc' Tydon
- 1971 : THX 1138 de George Lucas : SEN 5241
- 1972 : Le Métro de la mort (Death Line) de Gary Sherman : Inspecteur Calhoun
- 1972 : Innocent bystanders (en) (Nid d'espions à Istambul) de Peter Collinson : Loomis
- 1972 : The Jerusalem File de John Flynn
- 1972 : Les Six femmes d'Henry VIII (Henry VIII and His Six Wives) de Waris Hussein : Thomas Cromwell
- 1972 : Le Joueur de flûte (The Pied piper of Hamelin) de Jacques Demy : le baron
- 1972 : Mariage en blanc (en) (Wedding in White) de William Fruet : Jim Dougall Sr
- 1973 : Frissons d'outre-tombe (From Beyond the Grave) de Kevin Connor : Jim Underwood
- 1973 : Les Contes aux limites de la folie de Freddie Francis : Prof. R.C. Tremayne
- 1974 : Attention, on va s'fâcher ! (Altrimenti ci arrabbiamo) de Marcello Fondato : le docteur
- 1974 : The Mutations de Jack Cardiff : Professeur Nolter
- 1974 : Malachi's Cove (en) de Henry Herbert : Malachi
- 1974 : Barry McKenzie holds his own (en) de Bruce Beresford : Erich Comte von Plasma
- 1974 : Contre une poignée de diamants (The Black Windmill) de Don Siegel : Cedric Harper
- 1975 : Evil Baby de Peter Sasdy : Dr Finch
- 1975 : La Montagne ensorcelée (Escape to Witch Mountain) de John Hough : Lucas Deranian
- 1975 : Le Voyage de la peur (en) (Journey into fear) de Daniel Mann : Kuveti
- 1975 : Hearts of the West (Hollywood Cowboy) de Howard Zieff : A.J. Neitz
- 1976 : Trial by Combat (en) de Kevin Connor : Sir Giles Marley
- 1976 : La Secte des morts-vivants (The Devil's Men) de Kostas Karagiannis (en) : père Roche
- 1976 : Goldenrod (en) de Harvey Hart : John Tyler Jones
- 1976 : The Passover Plot de Michael Campus (en) : Ponce Pilate
- 1976 : L'aigle s'est envolé (The Eagle has landed) de John Sturges : Heinrich Himmler
- 1976 : Le Dernier Nabab (The Last Tycoon) de Elia Kazan : Boxley, scénariste
- 1977 : Bon Dieu (Oh, God!) de Carl Reiner : Dr Harmon
- 1977 : Un espion de trop (Telefon) de Don Siegel : Nicolai Dalchimsky
- 1977 : Les Liens de sang de Claude Chabrol : James Doniac
- 1977 : Jésus de Nazareth : Melchior (un des trois rois mages)
- 1977 : Brrr... (The Uncanny) de Denis Heroux : Valentine De'ath
- 1978 : L'Homme en colère de Claude Pinoteau : Albert Pumpelmayer
- 1978 : L'Ordre et la sécurité du monde de Claude d'Anna : Rothko
- 1978 : La Rage au cœur (Tomorrow Never Comes) de Peter Collinson : Dr Todd
- 1978 : Night Creature (en) de Lee Madden (en) : Axel McGregor
- 1978 : Sgt. Pepper's Lonely Hearts Club Band de Michael Schultz : B.D. Hoffler
- 1978 : Le Jeu de la puissance (Power Play) de Martyn Burke : Blair
- 1978 : Halloween, la nuit des masques (Halloween) de John Carpenter : Dr Samuel Loomis
- 1979 : Dracula de John Badham : Dr Jack Seward
- 1979 : Nom de code : Jaguar (Jaguar Lives) de Ernest Pintoff : général Villanova
- 1980 : Le Club des monstres (The Monster Club) de Roy Ward Baker : Pickering
- 1980 : L'Homme puma (L'Uomo Puma) de Alberto De Martino : Kobras
- 1981 : New York 1997 (Escape from New York) de John Carpenter : le président des États-Unis
- 1981 : Les Bourlingueurs (Race for the Yankee Zephyr) de David Hemmings : Gilbert « Gibbie » Gibson
- 1981 : Halloween 2 (Halloween II) de Rick Rosenthal : Dr Samuel Loomis
- 1982 : Dément (Alone in the Dark) de Jack Sholder : Dr Léo Bain
- 1983 : Le Chevalier du monde perdu (I predatori dell'anno Omega) de David Worth : Prossor
- 1983 : The Devonsville Terror (en) de Ulli Lommel : Dr Warley
- 1984 : L'Ambassadeur : Chantage en Israël (The Ambassador) de Jack Lee Thompson : Ministre Eretz
- 1984 : Une race à part (A Breed Apart) de Philippe Mora : J.P. Whittier
- 1984 : Le Tueur (Matar a un extraño) de Juan López Moctezuma : col. Kostik
- 1985 : Phenomena de Dario Argento : Professeur John McGregor
- 1985 : Les Diamants de l'Amazone (The Treasure of the Amazon) de René Cardona Jr. : Klaus von Blantz
- 1985 : Où est passée Jessica (Sotto il vestito niente) de Carlo Vanzina : commissaire Danesi
- 1986 : Into the Darkness : David Beckett
- 1986 : Commando Cobra (Cobra Mission) de Fabrizio De Angelis : père Lenoir
- 1987 : Warrior Queen de Chuck Vincent : Clodius
- 1987 : La Métropole des animaux (Animali metropolitani) de Steno : prof. Livingstone
- 1987 : Double target - Cibles à abattre (en) (Double Target) de Bruno Mattei : sénateur Blaster
- 1987 : Spectre (Spettri) de Marcello Avallone : professeur Lasky
- 1987 : Terre interdite (Ground Zero) de Bruce Myles (en) et Michael Pattinson (en) : Prosper Gaffney
- 1987 : Django 2 de Nello Rossati : Gunn
- 1987 : Prince des ténèbres (Prince of darkness) de John Carpenter : le père Loomis
- 1988 : Le Tueur de la pleine lune (Un Delitto poco comune) de Ruggero Deodato : inspecteur Datti
- 1988 : Der Commander de Antonio Margheriti : Henry Carlson
- 1988 : Nosferatu à Venise (Nosferatu a Venezia) de Augusto Caminito : Don Alvise
- 1988 : Last Platoon (en) (Angel hill: l'ultima missione) de Ignazio Dolce : colonel B. Abrams
- 1988 : La Guerre d'Hanna de Menahem Golan : Capitaine Thomas Rosza
- 1988 : Halloween 4 : Le Retour de Michael Myers (Halloween 4: The Return of Michael Myers) de Dwight H. Little : Dr Samuel Loomis
- 1989 : La Maison des Usher (The House of Usher) de Alan Birkinshaw : Walter Usher
- 1989 : La Rivière de la mort (River of Death) de Steve Carver : Heinrich Spaatz
- 1989 : Ten Little Indians de Alan Birkinshaw : Mr. Justice Lawrence Wargrave
- 1989 : Halloween 5 : La Revanche de Michael Myers (Halloween 5: The Revenge of Michael Myers) de Dominique Othenin-Girard : Dr Samuel Loomis
- 1989 : Paganini Horror de Luigi Cozzi : Mr. Pickett
- 1989 : Casablanca Express de Sergio Martino : colonel Bats
- 1990 : L'Emmuré vivant (Buried Alive) de Gérard Kikoïne : Dr Schaeffer
- 1990 : Rickshaw de Sergio Martino : Reverand Mortom
- 1991 : Miliardi de Carlo Vanzina : Ripa
- 1991 : Diên Biên Phu de Pierre Schoendoerffer : Howard Simpson
- 1992 : Ombres et Brouillard (Shadows and fog) de Woody Allen : le docteur
- 1993 : L'Heure du Cochon (The Hour of the Pig) de Leslie Megahey : Pincheon
- 1993 : Le Voleur et le Cordonnier (The Princess and the Cobbler) : Phido the Vulture (Voix)
- 1993 : The Big Freeze (en) : Soup slurper
- 1995 : Safe Haven de Debbie Shuter : Le marin
- 1995 : Halloween 6 : La Malédiction de Michael Myers (Halloween 6: The Curse of Michael Myers) de Joe Chappelle : Dr Samuel Loomis
- 1996 : Fatal Frames: Fotogrammi mortali (en) de Al Festa : professeur Robinson

### Télévision
- 1952 : The Dybbuck (téléfilm) : le second bataillon
- 1954 : Montserrat (téléfilm) : Juan Alvarez
- 1954 : The Face of Love (en) (téléfilm) : Alex
- 1956-1958 : Robin des Bois (série télévisée) : prince Jean
- 1957 : Assignment Foreign Legion (série télévisée) : le commandant
- 1957-1967 : Armchair Theatre (série télévisée) : Arthur Gladwell / Ben Hoffman / Fred Watson
- 1958 : Les Espions (téléfilm) : Mr. Frute
- 1959 : The Traitor (téléfilm) : Grantley Caypor
- 1959 : The Scarf (série télévisée) : Det. Insp Harry Yates
- 1959 : William Tell (série télévisée) : L'araignée
- 1960 : Ici Interpol (Interpol Calling) (série télévisée) : Karl Haussman
- 1960 : The Four Just Men (en) (série télévisée) : Paul Koster
- 1960-1961 : Destination Danger (Danger Man) (série télévisée) : Nikolides / Capitaine Aldrich
- 1961 : The Horsemasters (téléfilm) : Capitaine Pinski
- 1962 : The Changing of the Guard (La Relève de la garde), épisode 37, Saison 3 de La Quatrième Dimension (The Twilight Zone) (série télévisée) : Professeur Ellis Fowler
- 1963 : Au-delà du réel (The Outer Limits) (série télévisée) : Harold J. Finley
- 1964 : Espionage (série télévisée) : Escalon
- 1965 : Les Accusés (The Defenders) (série télévisée) : Dr Byron Saul
- 1966 : Le Fugitif (The Fugitive) (série télévisée) : Max Pfeiffer
- 1967 : Seven Deadly Virtues (série télévisée) : Buchanan
- 1967 : The Diary of Anne Frank (téléfilm) : Mr. Dusseli
- 1967, 1968 et 1973 : Thirty-Minute Theatre (en) (série télévisée) : Bendel / Ralph Logan / Richard Pratt / J.G.
- 1970 : Confession (série télévisée) : sergent Hurby
- 1971 : Les Rivaux de Sherlock Holmes (série télévisée) : Carnacki
- 1971 et 1983 : Play for Today (série télévisée) : Samuel Johnson / Tom / Gerry Muddiman
- 1972 : The Man Outside (série télévisée) : Victor Cobb
- 1972 : Hawaï police d'État (Hawaii Five-O) (série télévisée) : Hans Vogler
- 1973 : Columbo : Quand le vin est tiré (Any Old Port in a Storm) (série TV) : Adrian Carsini
- 1973 : Great Mysteries (Série TV) : Cawser
- 1973 : The Spirit of Dark and Lonely Water (téléfilm) : L'esprit (Voix)
- 1973 : Dr Jekyll and Mr. Hyde (téléfilm) : Fred Smudge
- 1974 : Occupations (téléfilm) : Christo Kabak
- 1975 : Le Comte de Monte-Cristo (The Count of Monte-Cristo) (téléfilm) : Danglars
- 1975 : Shades of Greene (en) (série télévisée) : Puckler
- 1976 : Ubu roi (téléfilm) : Pa Ubu
- 1976 : Death of an Informer (téléfilm) : L'homme dans le bureau
- 1976 : Hindle Wakes (téléfilm) : Nat Jeffcote
- 1977 : Jésus de Nazareth (Jesus of Nazareth) (série télévisée) : Melchior
- 1978 : The Bastard (téléfilm) : Solomon Sholto
- 1978 : The Defection of Simas Kudirka (en) (téléfilm) : Capitaine Vladimir Popov
- 1978-1979 : Colorado (Centennial) (série télévisée) : Sam Purchas
- 1979 : Madame Columbo (Mrs. Columbo) (série télévisée) (épisode 2 : Le mystère de Lily Corday) : I.A. Morly
- 1979 : L'Or des amazones (Gold of the Amazon Women) (téléfilm) : Clarence Blasko
- 1979 : Better Late Than Never (téléfilm) : colonel Riddle
- 1979 : À l'Ouest, rien de nouveau (All Quiet on the Western Front)
- 1979 : Terreur à bord (The French Atlantic Affair) (Mini-série) : Max Dechambre
- 1979, 1982 et 1985 : Hallmark Hall of Fame (série télévisée) : Mr. Myers / le chancelier
- 1980 : The Ghost Sonata (téléfilm) : le vieil homme
- 1980 : Salade russe et Crème anglaise (Blade on the Feather) (téléfilm) : professeur Jason Cavendish
- 1981 : Dick le rebelle (Dick Turpin) (série télévisée) : Ignatius Slake
- 1982 : Computercide (téléfilm) : George Dettler
- 1984 : Master of the Game (série télévisée) : Salomon Van der Merwe
- 1984 : Arch of Triumph (en) de Waris Hussein (téléfilm) : Haake
- 1985 : Black Arrow (en) (téléfilm) : Sir Oliver Oates
- 1986 : Naso di cane (téléfilm) : Olindo Cuomo
- 1986 : Onora il padre (téléfilm) : Aldo Rossi
- 1987 : Scoop (en) (téléfilm) : Lord Copper
- 1987 : Basements (téléfilm) : Mr. Kidd
- 1988 : Ray Bradbury présente (en) (The Ray Bradbury Theater) (série télévisée) : George Hill
- 1988 : La Grande Évasion 2 (The Great Escape II: The Untold Story) de Paul Wendkos et Jud Taylor (téléfilm) : Dr Absalon
- 1989 : L'Œil de verre (A Caribbean Mystery) (téléfilm) : Jason Rafiel
- 1990 : Donne armate (téléfilm) : Dreyfuss
- 1990 : Moi, général de Gaulle (téléfilm) : Winston Churchill
- 1992 : Les Règles de l'art (Lovejoy) (série télévisée) : Karel Redl
- 1993 : Screen Two (en) (série télévisée) : Victor Harty
- 1994 : Guenièvre, l'autre légende (Guinevere) (téléfilm) : Merlin
- 1995 : Signs and Wonders (téléfilm) : Cornelius Van Damm

## Nominations
- 1982 : Académie des films de science-fiction, fantastique et horreur Nomination : prix du meilleur acteur pour Halloween 2.

## Voix françaises
| - Philippe Dumat dans : - THX 1138 (1er doublage) - Soldat bleu - Le Métro de la mort - Frissons d'outre-tombe - Attention, on va s'fâcher ! - Terreur à bord (mini-série) - L'Ambassadeur : Chantage en Israël - Phenomena - Django 2 - La Rivière de la mort - Casablanca Express - Au-delà du réel : L'aventure continue (série télévisée) - Georges Riquier dans : - Le Voyage fantastique - L'aigle s'est envolé - Jésus de Nazareth (mini-série) - Un espion de trop - Ombres et Brouillard - Claude Dasset dans : - La Nuit des généraux - La Folle de Chaillot - Le Jeu de la puissance - Halloween : La Nuit des masques - Roger Carel dans : - La Grande Évasion - La Quatrième Dimension (série télévisée) - L'Homme en colère - Albert Médina dans : - Le Dernier Nabab - Madame Columbo (série télévisée) - Arch of Triumph (téléfilm) - Jacques Dynam dans : - Destination Danger (série télévisée - épisode Cherchez la femme) - Le Mystère des treize | - Georges Aubert dans : - Le Joueur de flûte - Colorado (mini-série) - William Sabatier dans : - Columbo : Quand le vin est tiré (téléfilm) - Halloween 2 - Yves Barsacq dans : - Dracula - Les Bourlingueurs - Jacques Garcia dans : - Halloween 4 - Halloween 5 et aussi : - René Blancard dans Les Aventuriers du Kilimandjaro - René Lebrun dans Destination Danger (série télévisée - épisode Poste de confiance) - Jean Berton dans L'Impasse aux violences - Georges Hubert dans Les Mains d'Orlac - Paul Villé dans La Plus Grande Histoire jamais contée - Léonce Corne dans Sur la piste de la grande caravane - Maurice Dorléac dans On ne vit que deux fois - Pierre Trabaud dans Les Contes aux limites de la folie - Raoul Curet dans Contre une poignée de diamants - Jean-Pierre Delage dans Le Comte de Monte-Cristo (téléfilm) - Jean Violette dans L'Homme puma - Henri Poirier dans New York 1997 - Antoine Marin dans Le Club des monstres - Henri Labussière dans Dément - Pierre Baton dans Une race à part - René Bériard dans Maîtresse du jeu (téléfilm) - Robert Bazil dans Prince des ténèbres - Raymond Baillet dans Halloween 6 - Michel Hinderyckx dans THX 1138 (2e doublage) |